# カン・スヨン
カン・スヨン（漢字:姜受延、ハングル: 강수연、ラテン翻字:KANG Soo-yeon、1966年8月18日 - 2022年5月7日）は、大韓民国ソウル特別市出身の俳優。本貫は晋州姜氏。

## 経歴
ソウル特別市で4人兄弟の長女 (第3子) として生まれ、そのまま同市内で育った。俳優のキム・ソックンは6親等の親戚である。
1971年に子役として『しっかり者の冒険』でデビュー。1976年の『私は告白する』で映画デビューも果たし、子役スターとして活躍した。その間、東明女子高等学校を経て、高麗大学校言論大学院に学んだ。
1985年の『Wの悲劇』での演技が評価され、子役スターから成年俳優としての道を歩み始めた。
イム・グォンテク監督の作品のうち、『シバジ』 (1988)では、両班の家に雇われた代理母オンニョを演じ、第44回ヴェネツィア国際映画祭 女優賞および1987年ナント三大陸映画祭で主演女優賞を受賞。また『ハラギャティ 波羅羯諦』 (1989) では仏門と俗世の狭間で迷いながら修行を続ける比丘尼スンニョ役で第16回モスクワ国際映画祭および第27回大鐘賞映画祭で主演女優賞を受賞し、韓国国内において「ワールドスター」と称されるようになった。1990年には『墜落するものには翼がある』、1991年にも『競馬場へ行く道』で、国内の各種映画祭主演女優賞を受賞し、国内国外の双方で高い評価を確立させた。2000年にはイタリアの映画祭で回顧展が開催されてもいる。
テレビドラマでは1985年に『あなた』に出演して以来、長らく出演がなかったが、2001年、中宗在世時、朝鮮三大悪女のひとりとして名をはせたチョン・ナンジョン（鄭蘭貞）を主役とした歴史ドラマ『女人天下』に、主人公ナンジョン役で出演した。この時、韓国ドラマ史上初めて、ランニング・ギャランティ形式 (出演料が視聴率によって支払われるシステム) にて契約を行った。ドラマは韓国国内にて視聴率30パーセントを超える大ヒットとなった。
2009年11月、イム・グォンテク監督の最新作『月の光をくみ上げる』にパク・チュンフンと共に出演する事が発表された。
2015年からは釜山国際映画祭の執行委員長を務めたが、在任中に政界からの特定映画の上映中止の圧力の責任を問わなかったほか、独断的な人事は職員の不満を引き起こしたため、2017年10月に引責辞職した。
2022年5月5日、自宅で脳出血により心停止状態になっていたところを家族によって発見され、江南セブランス病院で治療を受けていたが、意識を取り戻すことなく5月7日に死去した。55歳没。

## フィルモグラフィ

### 映画
| 年   | タイトル                    | 原題                      | 役名                        | 備考                                                                                              |
| ---- | --------------------------- | ------------------------- | --------------------------- | ------------------------------------------------------------------------------------------------- |
| 1976 | 私は告白する                | 내마음 나도 몰라          |                             | 映画デビュー作                                                                                    |
| 1976 | 血筋                        | 핏줄                      |                             |                                                                                                   |
| 1977 | 星の３兄弟                  | 별3형제                   |                             |                                                                                                   |
| 1978 | どこかにママが              | 어딘가에 엄마가           |                             |                                                                                                   |
| 1978 | 悲しみはもういらない        | 슬픔은 이제 그만          |                             |                                                                                                   |
| 1978 | 鳩の合唱                    | 비둘기의 합창             |                             |                                                                                                   |
| 1979 | 天国から来た手紙            | 하늘나라에서 온 편지      |                             |                                                                                                   |
| 1980 | 最後の密愛                  |                           |                             |                                                                                                   |
| 1982 | ごま塩と醜者                | 깨소금과 옥떨메           |                             |                                                                                                   |
| 1983 | 約束の女                    | 약속한 여자               |                             |                                                                                                   |
| 1985 | Wの悲劇                     | 더블유(W)의 비극          |                             |                                                                                                   |
| 1985 | 鯨とり2                     | 고래사냥 2                |                             |                                                                                                   |
| 1986 | シバジ                      | 씨받이                    | オンニョ                    | 第44回ヴェネツィア国際映画祭 女優賞 映画評論家協会賞主演女優賞 1987年ナント三大陸映画祭主演女優賞 |
| 1987 | 桃花（ドンハ）              | 도화                      | トファ                      |                                                                                                   |
| 1987 | 女と男・愛の終着駅          | 우리는 지금 제네바로 간다 | チョン・スンナ              | 第26回大鐘賞主演女優賞                                                                            |
| 1987 | 青春スケッチ                | 미미와 철수의 청춘스케치  | ミミ                        |                                                                                                   |
| 1987 | じゃがいも                  | 감자                      | ポンニョ                    |                                                                                                   |
| 1987 | 燕山君                      | 연산군                    |                             |                                                                                                   |
| 1988 | 業                          | 업                        |                             |                                                                                                   |
| 1988 | ミリ・マリ・ウリ・トゥリ    | 미리 마리 우리 두리       |                             |                                                                                                   |
| 1989 | 波羅羯諦 ハラギャティ       | 아제아제 바라아제         | スンニョ                    | 第27回大鐘賞主演女優賞 第16回モスクワ国際映画祭主演女優賞                                         |
| 1989 | その後も長く                | 그후로도 오랫동안         | スミ                        |                                                                                                   |
| 1989 | 墜落するものには翼がある    | 추락하는 것은 날개가 있다 | ソ・ユンジュ                | 第28回大鐘賞主演女優賞                                                                            |
| 1991 | ベルリンリポート            | 베를린 리포트             | マリエレーン/ヨンヒ         |                                                                                                   |
| 1991 | 競馬場へ行く道              | 경마장 가는길             | J                           | 第28回百想芸術大賞演技賞 第13回青龍映画賞演技賞 春史大賞映画祭演技賞                              |
| 1992 | 君の中のブルー              | 그대안의 블루             | キム・ユリム                | 黄金撮影賞女優人気賞                                                                              |
| 1993 | あの女、あの男              | 그 여자, 그 남자          | ウン                        |                                                                                                   |
| 1993 | ウェスタン・アベニュー      | 웨스턴 애비뉴             | ジス                        |                                                                                                   |
| 1993 | バラの日々                  | 장미의 나날               | チェヒ                      |                                                                                                   |
| 1995 | サイの角のように1人で行け   | 무소의 뿔처럼 혼자서 가라 | ヘウォン                    | 別邦題『3人の女の孤独』                                                                           |
| 1996 | 激しい恋                    | 지독한 사랑               | ヨンヒ                      | 別邦題『最後の情事』『恋、恋、恋、あゝ恋よ……』                                                    |
| 1997 | 深い悲しみ                  | 깊은 슬픔                 | ウンソ                      |                                                                                                   |
| 1997 | ブラックジャック            | 블랙잭                    | チャン・ウニョン            |                                                                                                   |
| 1998 | ディナーの後に              | 처녀들의 저녁식사         | ホジョン                    |                                                                                                   |
| 1999 | 虹鱒                        | 송어                      | チョンファ                  |                                                                                                   |
| 2003 | 輪廻 リ・インカーネーション | 써클                      | オ･ヒョンジュ検事/サンフン1 |                                                                                                   |
| 2006 | 韓半島 -HANBANDO-           | 한반도                    | 明成皇后                    |                                                                                                   |
| 2007 | 黒い土の少女                | 검은 땅의 소녀와          |                             | 特別出演                                                                                          |
| 2022 | JUNG_E ジョンイ             | 장이                      | ユン・スヒョン              |                                                                                                   |

### テレビドラマ
| 年   | タイトル                        | 原題          | 役名               | 備考                |
| ---- | ------------------------------- | ------------- | ------------------ | ------------------- |
| 1971 | しっかり者の冒険                | 똘똘이의 모험 |                    | TBC放送、デビュー作 |
| 1983 | 高校生日記                      | 고교생 일기   |                    | KBS放送             |
| 1985 | あなた                          | 엄마의 방     |                    | MBC放送             |
| 2001 | 女人天下                        | 여인천하      | チョン・ナンジョン | SBS放送             |
| 2001 | 普通の人たち                    |               |                    | KBS放送             |
| 2007 | ムン・ヒ 〜復讐に魅せられた女〜 | 문희          | ムン・ヒ           | MBC放送             |